# Reina de corazones
Reina de corazones est une telenovela américaine diffusée d'abord entre le 28 avril et le 7 novembre 2014 sur Gala TV au Mexique, puis du 7 juillet au 1er décembre 2014 sur Telemundo.

## Synopsis
Reina Ortíz est victime d’un accident qui lui fait oublier les huit dernières années de sa vie, dans lesquelles elle est devenue l'épouse du magnat Víctor de Rosas. Nicole Apollonio, pour sa part est la mère de Clara ainsi qu'également la propriétaire du plus célèbre atelier de mariage de Las Vegas. Elle ne se souvient même pas du plus beau moment de sa vie; quand elle est tombée sous le charme de Nicolás Núñez. Maintenant Reina, qui ne se sent plus faire partie du monde du luxe et de puissance, cherchera à découvrir sa propre vérité.
Pendant ce temps, Nicolás, qui travaille pour les services secrets sous une nouvelle identité comme Javier Bolívar, cherche à se venger après qu’Estefanía Pérez lui ait fait croire que Reina et Víctor étaient responsables de son emprisonnement injuste.
Empêtré dans les secrets, astuces et tromperies dans une double vie de pari dans le cadre de l'or et des pierres précieuses, Nicolás et Reina se battront pour la seule chose qu'ils ne peuvent pas laisser au hasard, leur amour.

## Distribution
- Paola Nuñez : Reina Ortíz de Rosas “Reine des Cœurs”
- Eugenio Siller : Javier Bolívar / Nicolás Núñez "Le Dragon" / Javier de Rosas
- Juan Soler : Víctor de Rosas “Le Faucon Noir” †
- Catherine Siachoque : Estefanía Pérez de Hidalgo “Reine des Diamants” †
- Laura Flores : Sara Smith “Reina de Picas” / Virginia de la Vega
- Carlos Ferro : Lázaro Leiva
- Paulo Quevedo : Isidro Castillo
- Henry Zakka : Octavio de Rosas / Gerónimo de Rosas †
- Sergio Mur : Fernando San Juan "El Supremo" / Patricio Picasso / Gregorio Pérez
- Geraldine Galván : Greta de Rosas Santillana / Greta de Rosas Pérez
- Pablo Azar : Juan José "Juanjo" García
- Wanda D'Isidoro : Susana Santillana de Rosas
- María Luisa Flores : Constanza "Connie" Leiva
- Maritza Bustamante : Jacqueline "Jackie" Montoya
- Gabriel Coronel : Francisco "Frank" Marino †
- Jéssica Mas : Alicia Palacios "La Cobra" †
- Nicole Apollonio : Clara de Rosas Ortíz
- Emmanuel Pérez : Román Leiva Fuentes
- Thali García : Camila de Rosas Santillana †
- Rosalinda Rodriguez : Carmen Solís †
- Paloma Márquez : Miriam Fuentes †
- Raúl Arrieta : Andrés Hidalgo †
- Ezequiel Montalt : Juan "Rocky" Balboa †
- Priscila Perales : Delfina Ortíz †
- Sebastián Ferrat : Christian Palacios †
- Marisa del Portillo : Asunción Gómez / Maruja Torres
- Guido Massri : Damián Hernández †
- Martha Mijares : Paz Izaguirre †
- Juan Pablo Gamboa : Mauro Montalbán †

## Diffusion
- Gala TV (depuis le 28 avril 2014)[1],[2]
- Telemundo (depuis le 7 juillet 2014)
- TVN
- ATV
- SNT
- Caracol Televisión
- Telefe
- RCTV
- RTS
- Dubai One
- TV5 (depuis le 3 mai 2021)

### Sources
- (es) Cet article est partiellement ou en totalité issu de l’article de Wikipédia en espagnol intitulé « Reina de corazones (telenovela estadounidense) » (voir la liste des auteurs).